# زفره (فلاورجان)
زفره، روستایی از توابع بخش مرکزی شهرستان فلاورجان در استان اصفهان ایران است.
این روستا در مجاورت اتوبان ذوب اهن در فاصله ۲۴ کیلومتری شهر اصفهان واقع شده است.
خانه تاریخی مویدی یک اثر به جا مانده از دوره قاجار در این محل واقع شده .این خانه دارای تالار ایینه کاری شده بسیار زیبا  و بناهایی به سبک اواخر صفویه و دوره قاجار است.
همچنین شبستان قدیمی مسجد جامع و وجود درخت چنار بسیار کهنسال که بقایای ان در مسجد روستا باقی مانده از دیگر آثار قدیمی ان محل است که با توجه به اینها قدمت محل را تا ۴۰۰ سال نیز براورد می کنند.

## جمعیت
این روستا در دهستان اشترجان قرار دارد و براساس سرشماری مرکز آمار ایران در سال ۱۳۹۰، جمعیت آن 4300 نفر (۱۱۶۸ خانوار) بوده‌است.